# 28744 Annikagustafsson
28744 Annikagustafsson è un asteroide della fascia principale. Scoperto nel 2000, presenta un'orbita caratterizzata da un semiasse maggiore pari a 2,427658 UA e da un'eccentricità di 0,049263, inclinata di 6,665346° rispetto all'eclittica.